# Lilla Edets samrealskola
Lilla Edets samrealskola var en realskola i Lilla Edet verksam från 1923 till 1971.

## Historia
Skolan inrättades 1919 som en högre folkskola som 1 januari 1923 ombildades till en kommunal mellanskola. 
Denna ombildades från 1945 successivt till Lilla Edets samrealskola. 
Realexamen gavs från 1923 till 1971.